# Škoda 8Tr
Škoda 8Tr — тролейбус, спершу випускався на заводі Škoda-Plzen, а згодом на новому заводі Škoda-Ostrov  з 1956 по 1961 роки. На конвеєрі він замінив модель Škoda 7Tr, який випускався з 1950 року. Ця модель виявилася масовішою за попередні — їх випущено близько 580 екземплярів, вони поставлялися у декілька країн Європи та Радянський Союз. Випускався у тридверному і дводверному варіанті (дводверні машини — для міст СРСР).

## Історія
Візит першого секретаря ЦК КПРС Микити Хрущова на завод у 1957 році розділив на дві частини історію тролейбусів марки Škoda. Роком раніше на заводі було розпочато випуск моделі Škoda 8Tr, партія яких після візиту М. С. Хрущова була відправлена до СРСР. Škoda 8Tr (№ 108) в двухдверному виконанні, під час відкриття 6 листопада 1959 року міжміського лінії Сімферополь — Алушта, була прикрашена портретом М. С. Хрущова.
Першу ж машину сімейства Škoda 8Tr презентували в столиці Єгипту Каїрі. Першими радянськими містами, де почали працювати тролейбуси Škoda 8Tr стали Київ, Дніпропетровськ, Сімферополь, Вільнюс, Рига і Тбілісі. З цією моделлю завод вийшов і на інші міжнародні ринки. Так, наприкінці 1950-х років 52 машини продали в Пекін і 20 в Шанхай. Крім того, тролейбус Škoda 8Tr замовили для міст Німеччини, Польщі та один тролейбус для столиці Румунії Бухареста.
Зростанням замовлень на тролейбуси відзначив і уряд Чехословаччини. Так, 1958 році, їх виробництво було вирішено перенести з Плзеня до міста Острів-над-Огржи, де на той час закрили рудник і було потрібно якнайшвидше працевлаштувати місцеве населення. Тут же у 1959 році було розпочато випуск легендарних «дев'яток» (Škoda 9Tr).

## Опис

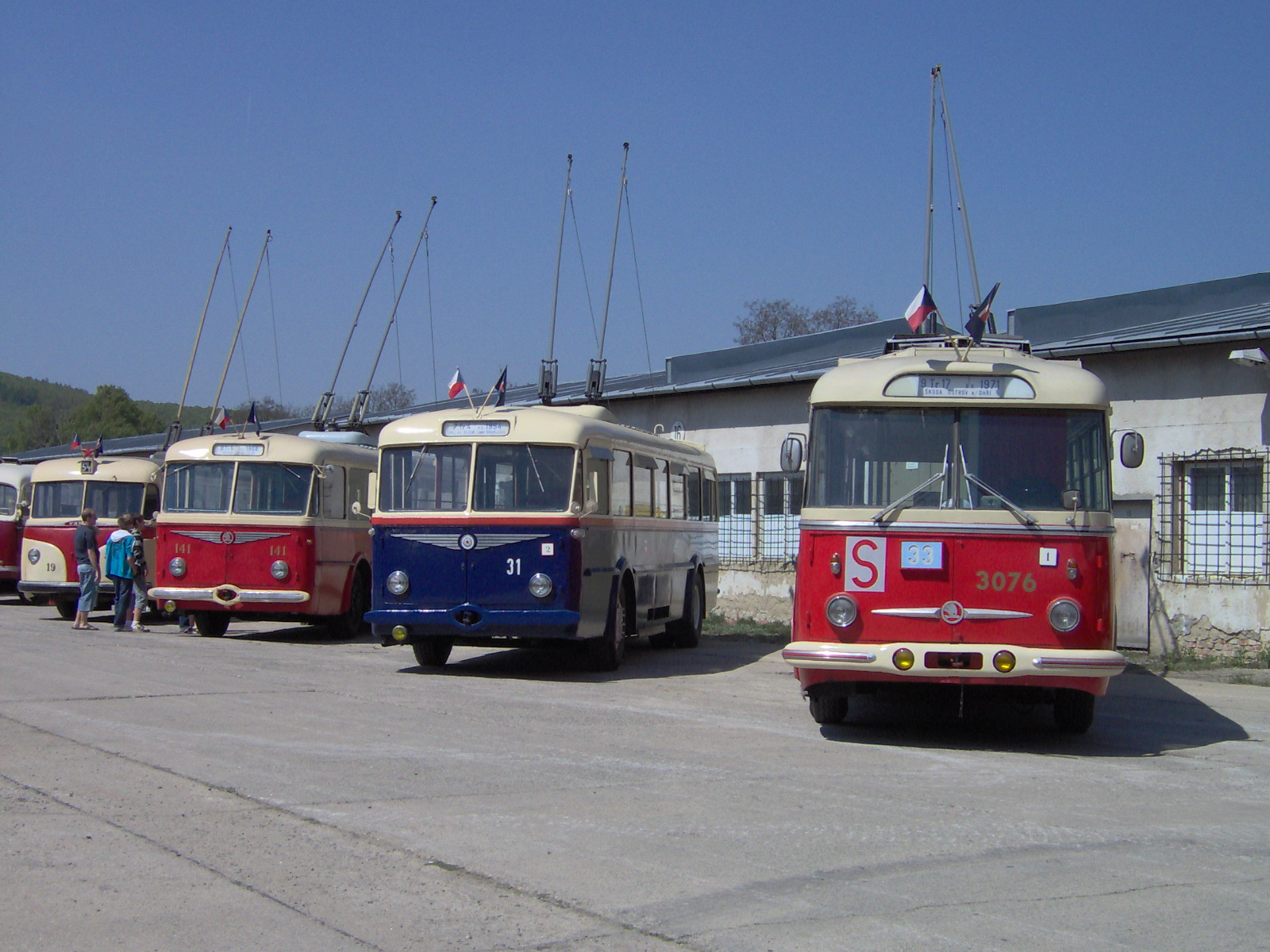
Зліва направо:Tatra T400, Škoda 8Tr, Škoda 7Tr, Škoda 9Tr

Škoda 8Tr є дуже подібним за кузовом та електрообладнанням за попередника моделі Škoda 7Tr. Тролейбус Škoda 8Tr був досить громіздким, як на свій час — його довжина становить 10,70 метра. «Вісімки» випускалися у тридверній і дводверній версіях, «дводверки» поставлялися до країн, що входили до складу СРСР. Тролейбус мав тримальний кузов, де головним несівним елементом був сталевий каркас, коструктивно об'єднаний з рамою-фермою для покращення жорсткості, і відповідно, зміцнення конструкції. Обшивка боковин, передка і задка виконувалися зі сталевих панелей. Ззовні тролейбус дуже нагадував Škoda 7Tr, тролейбус мав характерні для тогочасних апаратів, круглі фари; його склоочисники кріпилися зверху.
На тролейбус встановлювався чехословацький тяговий електродвигун постійного струму 6 AL 2943 rN, що мав потужність у 120 кВт, тобто був потужнішим, аніж у Škoda 6Tr та Škoda 7Tr. З ним тролейбус розвивав швидкість не менше ніж 50 км/год, що для тролейбуса, як міського транспорту, було цілком достатньо. Для живлення низьковольтної мережі тролейбуса застосовувався допоміжний альтернатор який був змонтований на тяговому двигуні.
Також машини обладнувалися штангоуловлювачами, що вже з'явилися у попередників Škoda 8Tr. Вони представляли собою два канати, прив'язані з одного боку до верхніх кінців штанг, і намотані на два барабани, що містилися у двох бобинах, прикріплених до задньої панелі тролейбуса. За допомогою канатів струмоприймачі тролейбуса встановлювалися та знімалися з дротів контактної мережі, до того ж ця система не дозволяла штангам сильно «злітати вверх» у разі їх зривання з контактної мережі, ну а за допомогою канатів, струмоприймач можна було «зловити» і оперувати ним.
Система керування тролейбусом — реостатно-контакторна. Блок з пуско-гальмівними реостатами, знаходяться під підлогою на середній площадці. Пуско-гальмівні реостати обмежуть силу струму, що проходить через обмотки тягового електродвигуна, і таким чином регулюється частота обертання ротора, крутний момент, що створюється електродвигуном, і відповідно сама швидкість тролейбуса. На даху тролейбуса, окрім струмоприймачів знаходяться радіореактори, що застосовуються для зменшення завад радіозв'язку.
Для сповільнення тролейбуса застосовується електродинамічне гальмо (педаль посередині між акселератором та пневмогальмом), так і пневмогальмо (педаль зліва). При натиску на середню педаль діє електрогальмо, і на вже малій швидкості — догальмовується пневматичним гальмом. Гальмівні механізми — барабанного типу, це закритий гальмівний механізм, гальмівна колодка прижимається до барабану зсередини. Для його функціонування використовується компресор, що праводиться у дію від електродвигуна. Підвіска тролейбуса — ресорна.
Тролейбус випускався у дводверній та тридверній версіях. У дводверній версії двері знаходилися у передньому та задньому звісах; у тридверному варіанті — двері знаходилися у передньому звісі, у базі, і у задньому звісі. Висота підлоги становила близько 75 сантиметрів над поверхнею землі. Салон був вельми непоганий, як на той час, з досить великою площею остеклення, сидіннями з дермантиновою обшивкою. Як оббивка салону використовувався композитний матеріал — фанера. Салон був обладнаний 19—21 сидіннями, ще близько 60 чоловік могли їхати у салоні стоячи. Загальна місткість становила близько 80 чоловік. Дводверні «вісімки», що працювали у СРСР, і у Криму, імовірно, мали більшу кількість сидячих місць; щодо Криму, то враховуючи протяжність траси, сидячих місць, можливо, було ще більше, проте наскільки і так це чи ні — невідомо.
Для вентиляції салону використовувалися відкидні кватирки, а для опалення — тепло пуско-гальмівних реостатів. 
Кабіни водія як такої не було у цих моделей Škoda, приладова панель була вельми простою. Слід зауважити, що у Škoda 8Tr були три педалі — одна це пускова педаль, це акселератор, він зправа, друга педаль це електрогальмо (посередині) і третя педаль — пневмогальмо, педаль зліва. Для його функціонування був наявний компресор, що нагнітав стиснуте повітря у пневмосистему і приводився у дію від електричного двигуна. Хоч панель була проста, однак функціональна, органи керування були представлені тумблерами, кнопками та перемикачами, були наявні манометри пневмосистеми і спідометр. Також тролейбус був обладнаний механічним гальмом (ручний важіль), що діяло на гальмівні механізми заднього ведучого моста.

## Технічні характеристики
| Параметр                             | Значення                                        |
| ------------------------------------ | ----------------------------------------------- |
| Довжина, мм                          | 10700                                           |
| Ширина, мм                           | 2500                                            |
| Висота                               | 3300                                            |
| Споряджена маса, кг                  | 9660                                            |
| Повна конструктивна маса, кг         | 15680                                           |
| Висота підлоги над рівнем дороги, см | ~75                                             |
| Кількість дверей, шт                 | 2 / 3                                           |
| Привод дверей                        |                                                 |
| Сидячих місць, чол                   | 19—21 (стандартно)                              |
| Стоячих місць чол                    | 58—60                                           |
| Повна місткість, чол                 | 80                                              |
| Тяговий двигун                       | AL 2943 rN                                      |
| Потужність, кіловат                  | 110                                             |
| Кількість ТЕД, шт                    | 1                                               |
| Система управління ТЕД               | реостатно-контакторна виробництва фірми «Škoda» |
| Робоча напруга, Вольт                | 600                                             |
| Бортова напруга, Вольт               | 24                                              |
| Ведучий міст                         | задній                                          |
| Максимальна швидкість, км/год        | 50                                              |

## Експлуатація

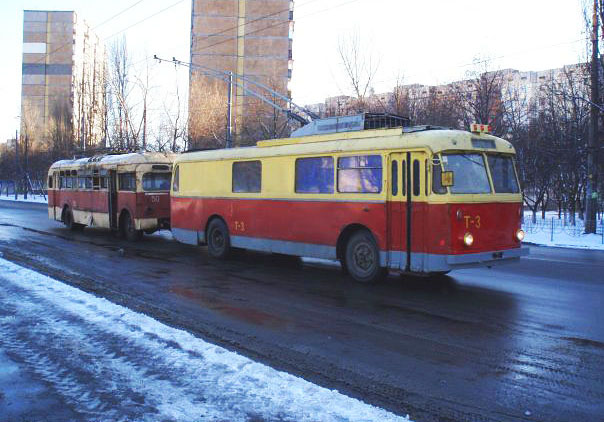
Єдина в Києві Škoda 8Tr (нині — музейний експонат). На задньому плані — залишки МТБ-82 (лютий 2008)

У 1956—1961 роках випущено близько 580 екземплярів даної моделі. Ці машини, на відміну від своїх попередників, що у переважній більшості працювали у тодішній Чехословаччині, поставлялися до багатьох інших країн. 
Škoda 8Tr працювали у себе на батьківщині у містах Пардубице, Брно, Їглава, Плзень, Тепліце, Градець-Кралове, Острава, Опава, Прага. У столиці Словаччини місті Братиславі працювало 57 машин, машини працювали і у Пряшеві.
У Польщі Škoda 8Tr експлуатувалися у містах Люблін, Гдиня; у Німеччині — у Еберсвальде, де одна машина є музейною; ці машини були у Дрездені та Потсдамі, та деяких інших. Також Škoda 8Tr поставлялися до Радянського Союзу: вони працювали у Вільнюсі у Литві, у Тбілісі у Грузії, і поставлялися до УРСР до Києва, Дніпропетровська та працювали на міжміській лінії у Криму, показавши себе краще за вітчизняну техніку, як Київ-2 та МТБ-82.
За час виробництва випущено понад 10 модифікацій, машини випускалися у тридверному та дводверному (для країн СРСР) варіантах. У середньому машини служили близько 15 років, нерідко тролейбуси списували по надходженню нових машин,, наприклад тих же Škoda 9Tr. Тим не менше, машини себе показали з найкращого боку. Декілька екземплярів у Чехії та один у Німеччині відреставровано та збережено для музеїв. Тролейбуси у Брно, Остраві та Празі на ходу.
Залишається лише дивуватися якості чеської техніки, у тому числі й цього тролейбуса. Одна машина у Києві з бортовим номером Т-3, що слугує тролейбусом техдопомоги, досі на ходу, при чому відзначила вже п'ятдесятий (!) ювілей — тролейбус 1960 року випуску. «Вісімка» працює тягачем, буксуючи несправні тролейбуси до депо. Варто зауважити, що ящик з пускогальмівними реостатами винесено з-під підлоги на дах. «Дубовістю» відзначаються і «дев'ятки», деяким, що працюють у Криму вже 40, а окремим, навіть більше.

## Галерея

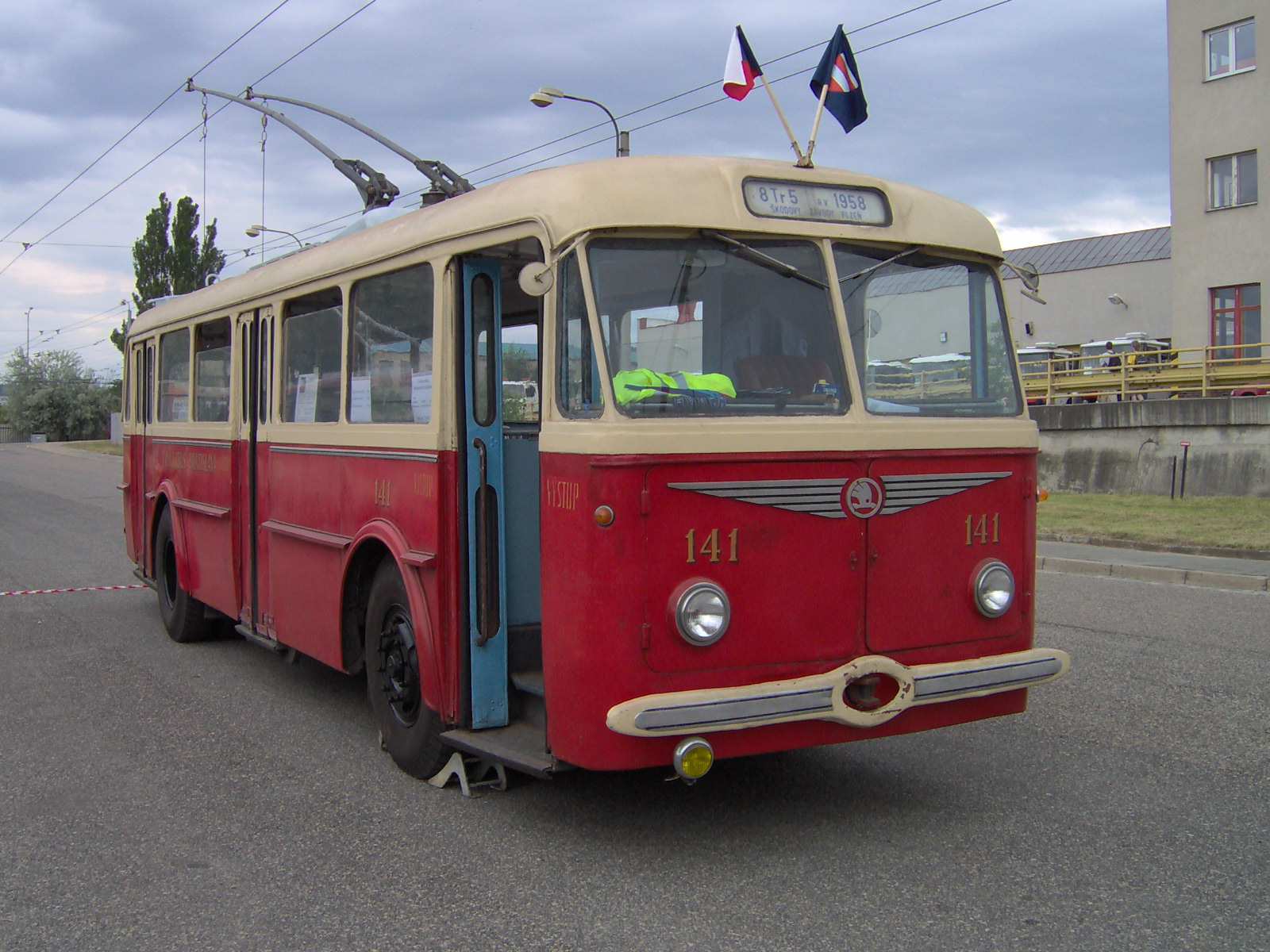
Тролейбус спереду...
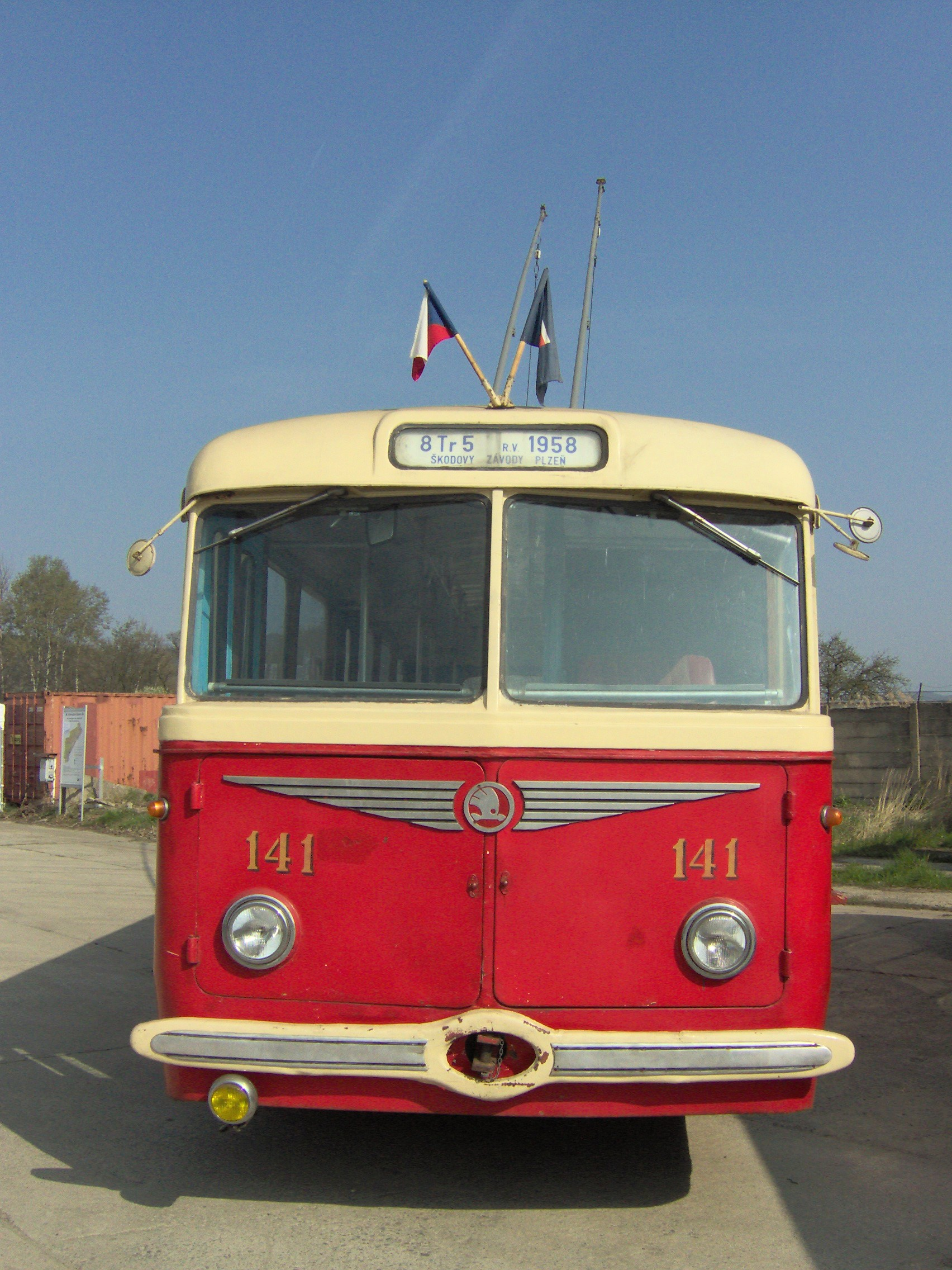
...ще спереду...
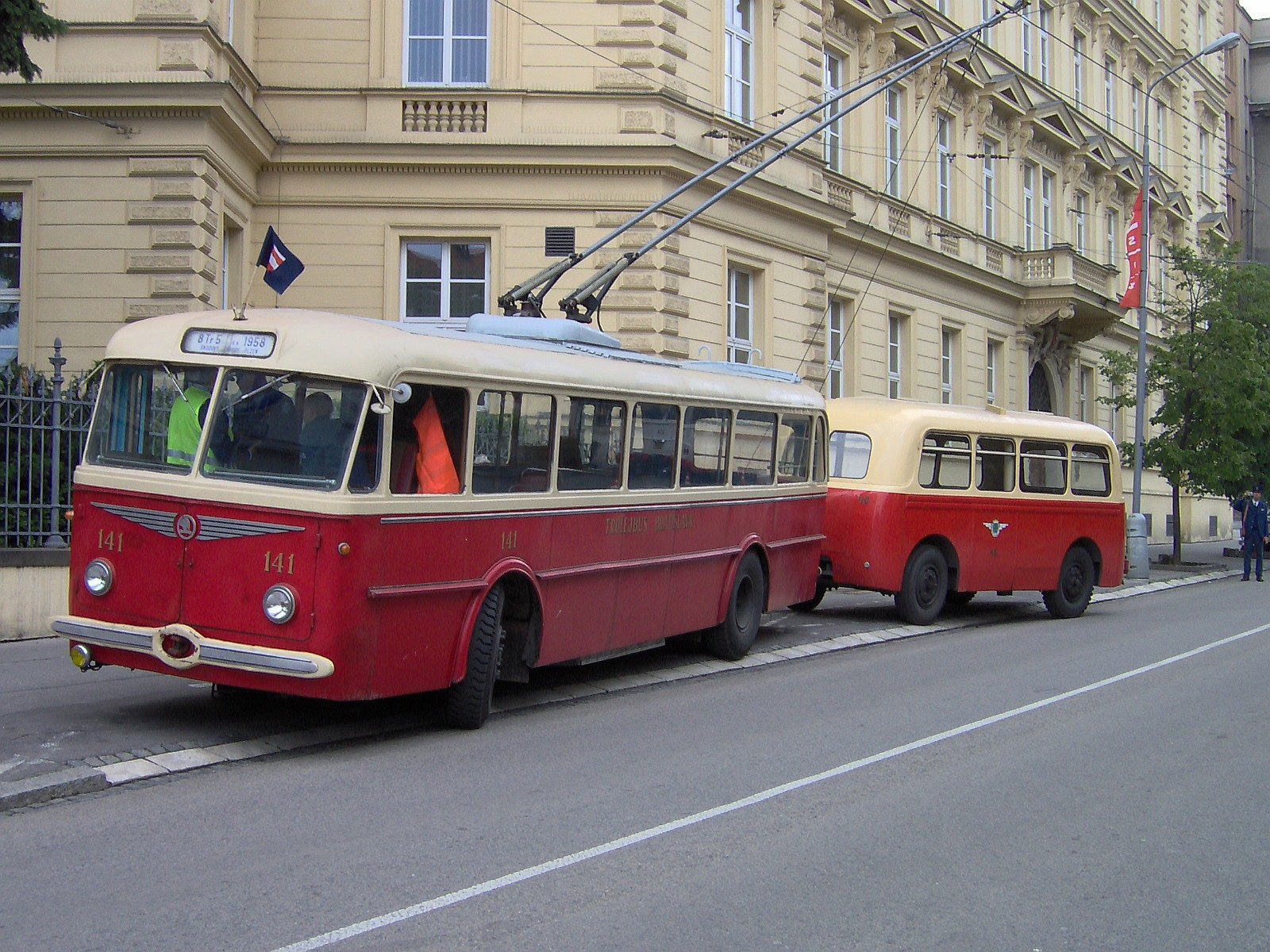
...з причепом...

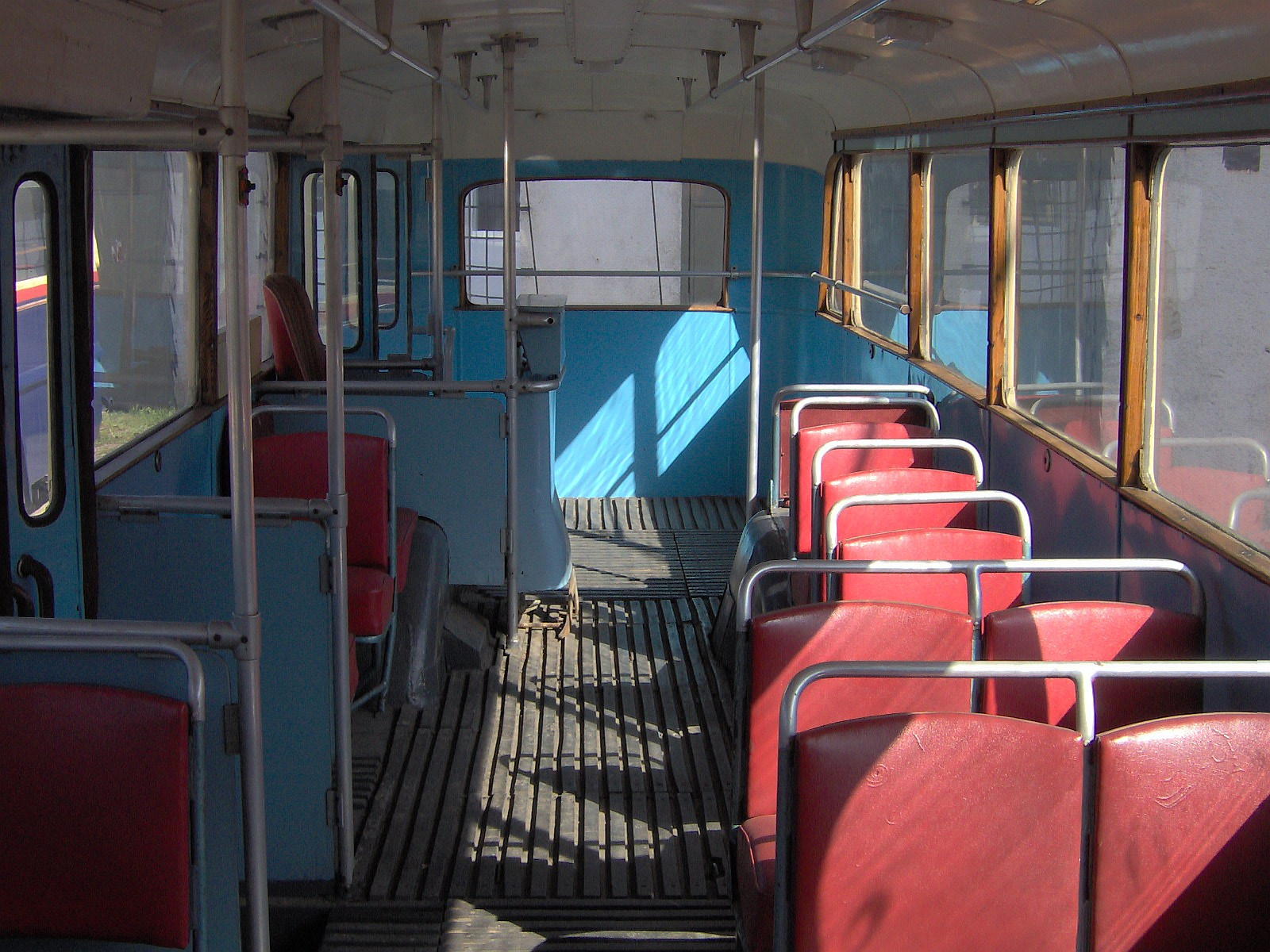
...всередині...
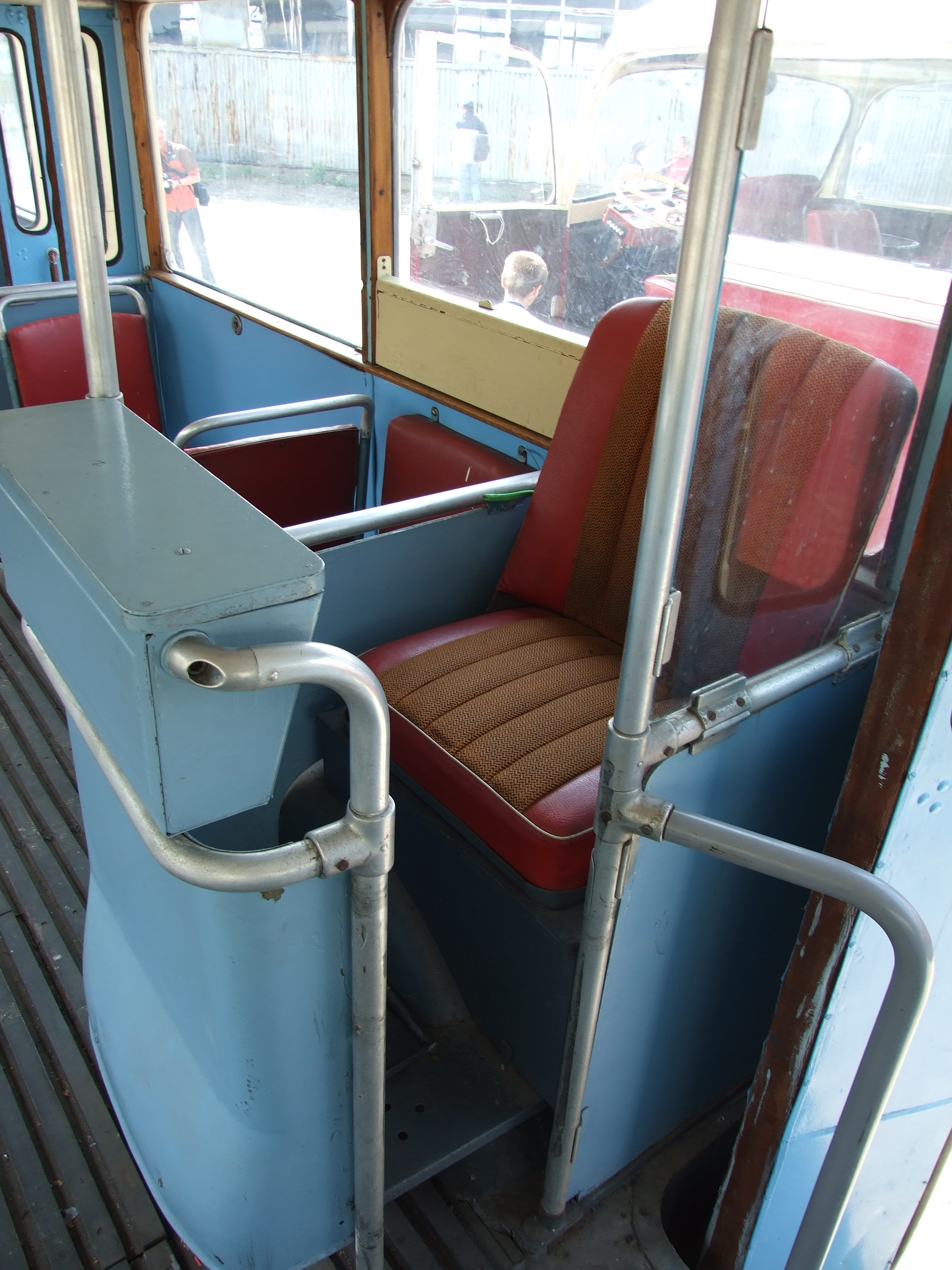
...ще всередині...
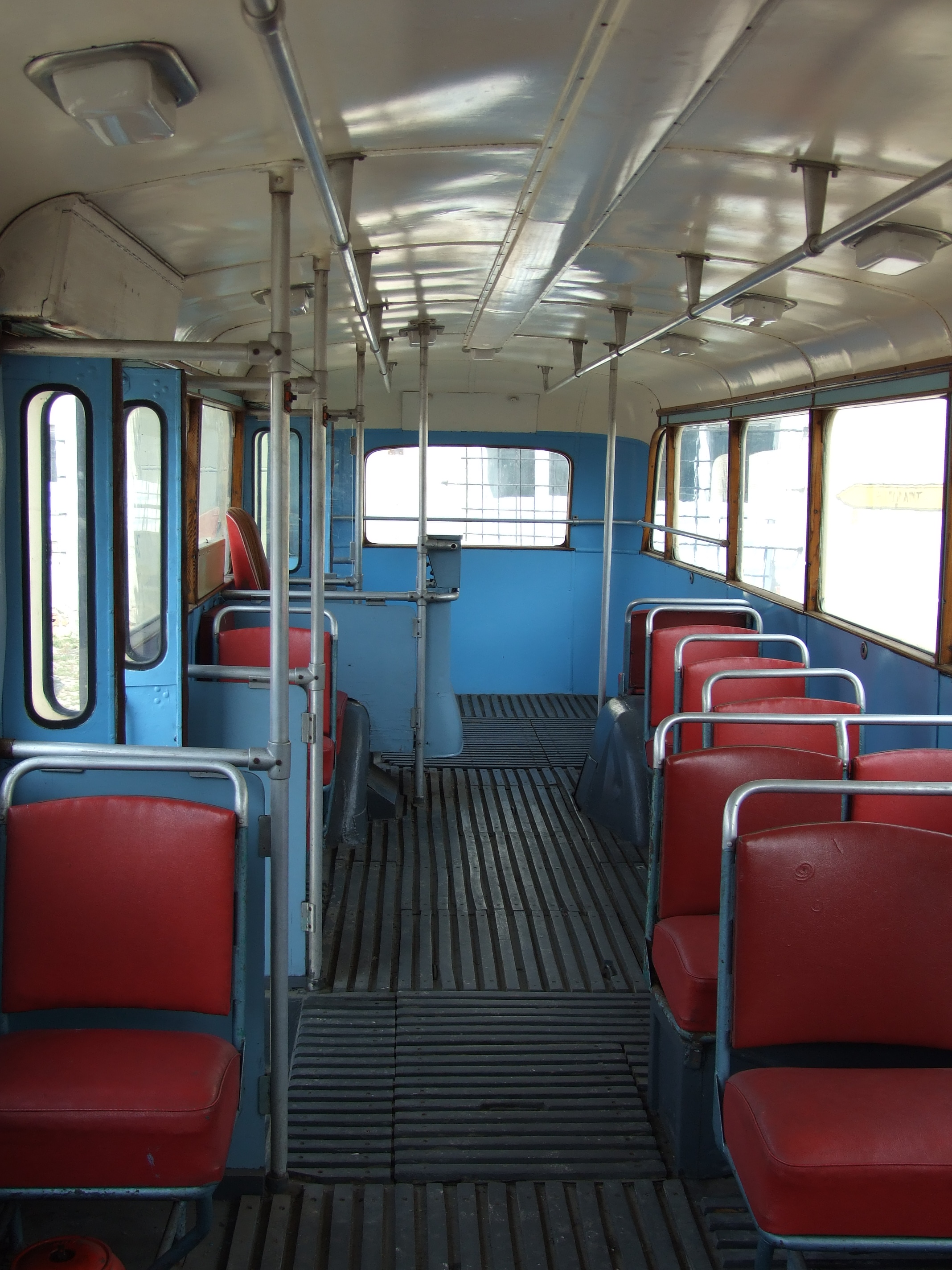
... і ще всередині.